# Енда Кени
Енда Кени (ир. Enda Kenny; Каслбар, 24. април 1951) је дванаести по реду и бивши премијер (тишок) Ирске. Дужност је вршио од 9. марта 2011. године.
Кени је посланик од 1975. године. Био је министар за туризам од 1994. године до 1997. године.